# Öttusa a 2016. évi nyári olimpiai játékokon
A 2016. évi nyári olimpiai játékokon öttusában 2 versenyszámot rendeztek. A versenyszámokat augusztus 18. és 20. között tartották meg.

## Éremtáblázat
| A 2016. évi nyári olimpiai játékok éremtáblázata öttusában | A 2016. évi nyári olimpiai játékok éremtáblázata öttusában | A 2016. évi nyári olimpiai játékok éremtáblázata öttusában | A 2016. évi nyári olimpiai játékok éremtáblázata öttusában | A 2016. évi nyári olimpiai játékok éremtáblázata öttusában | Olimpia  |
| ---------------------------------------------------------- | ---------------------------------------------------------- | ---------------------------------------------------------- | ---------------------------------------------------------- | ---------------------------------------------------------- | -------- |
|                                                            | Ország                                                     | Arany                                                      | Ezüst                                                      | Bronz                                                      | Összesen |
| 1.                                                         | Ausztrália (AUS)                                           | 1                                                          | 0                                                          | 0                                                          | 1        |
| 1.                                                         | Oroszország (RUS)                                          | 1                                                          | 0                                                          | 0                                                          | 1        |
|                                                            |                                                            |                                                            |                                                            |                                                            |          |
| 3.                                                         | Franciaország (FRA)                                        | 0                                                          | 1                                                          | 0                                                          | 1        |
| 3.                                                         | Ukrajna (UKR)                                              | 0                                                          | 1                                                          | 0                                                          | 1        |
|                                                            |                                                            |                                                            |                                                            |                                                            |          |
| 5.                                                         | Lengyelország (POL)                                        | 0                                                          | 0                                                          | 1                                                          | 1        |
| 5.                                                         | Mexikó (MEX)                                               | 0                                                          | 0                                                          | 1                                                          | 1        |
|                                                            |                                                            |                                                            |                                                            |                                                            |          |
| Összesen                                                   | Összesen                                                   | 2                                                          | 2                                                          | 2                                                          | 6        |

## Érmesek
| A 2016. évi nyári olimpiai játékok érmesei öttusában |                                       |                                      |                                       |
| Versenyszám                                          | Arany                                 | Ezüst                                | Bronz                                 |
| Férfi egyéni                                         | Alekszandr Leszun · Oroszország (RUS) | Pavlo Timoscsenko · Ukrajna (UKR)    | Ismael Hernández · Mexikó (MEX)       |
| Női egyéni                                           | Chloe Esposito · Ausztrália (AUS)     | Élodie Clouvel · Franciaország (FRA) | Oktawia Nowacka · Lengyelország (POL) |

## Kvalifikáció
Az olimpiai játékokon 72 versenyző indulhat. A férfiaknál és a nőknél is 36 fő nevezhet. Egy ország maximum 2-2 versenyzőt indíthat.
A 36 helyet a következő módon osztják ki:
- A 2015-ös világ kupa döntő (2015. június 12–14., Minszk) (1)
- 2015-ös kontinentális bajnokságok (20)
  - Afrika (2015. augusztus 21–23., Kairó) (1)
  - Ázsia (2015. június 1–6., Peking) (5)
  - Óceánia, (2015. június 1–6., Peking) (1)
  - Amerika (5)
    - Észak- és Közép-Amerika valamint a karibi térség (1)
    - Dél-Amerika (1)
    - Pánamerikai játékok (2015. augusztus 17–23., Toronto) (3)

  - 2015-ös öttusa-Európa-bajnokság (2015. augusztus 17–23., Bath) (8)
- 2015-ös öttusa-világbajnokság (2015 július 6.–június 8., Berlin) (3)
- 2016-os öttusa-világbajnokság (2016. május 17–23., Moszkva) (3)
- Világranglista (2016. június 1.) (6)
- Rendező ország, amennyiben nem tudott versenyzőt kvalifikálni (1)
- Szabadkártya (2)

## Lebonyolítás
Mindkét versenyszámot két nap alatt teljesítik a versenyzők. Az első napon csak a hagyományos rendszerű rangsoroló vívást bonyolítják le. Ennek az eredménye is beleszámít a versenybe. A második napon az úszást követően rendezik a bónuszvívást. Ebben elsőként a rangsoroló vívás utolsó helyezettje vív az utolsó előttivel. A párharc győztese 1 bónuszpontot kap és vívhat a rangsorban következő öttusázóval. A verseny így folytatódik tovább, amíg a rangsor első is sorra kerül az utolsó mérkőzésen.